# Zavodskoi (Primórie)
|  | Per a altres significats, vegeu «Zavodskoi». |

Zavodskoi (en rus: Заводской) és un poble (possiólok) del krai de Primórie, a l'Extrem Orient de Rússia, el 2002 tenia 15.228 habitants.